# NGC 3138
NGC 3138 es una galaxia espiral (Sbc) localizada en la dirección de la constelación de Hidra. Posee una declinación de -11° 57' 26" y una ascensión recta de 10 horas, 09 minutos y 16,6 segundos.
La galaxia NGC 3138 fue descubierta en 1886 por Frank Leavenworth.